# Brachylibitia ectroxantha
Brachylibitia ectroxantha is een hooiwagen uit de familie Cosmetidae. De wetenschappelijke naam van Brachylibitia ectroxantha gaat terug op Mello-Leitão.